# Callerya pilipes
Callerya pilipes är en ärtväxtart som först beskrevs av Jacob Whitman Bailey, och fick sitt nu gällande namn av Anne M. Schot. Callerya pilipes ingår i släktet Callerya och familjen ärtväxter. Inga underarter finns listade i Catalogue of Life.